# 邓陵子
邓陵子，生卒年不详。是战国时期楚国人，食邑在邓陵，故名。他是楚简王、声王时代的墨家后学，墨家在墨翟去世后分成了三派，位於南方的鄧陵子之墨便是其中之一，其他兩派有相里氏之墨和相夫氏之墨，都在北方。這三派對墨子學說各取所需，又都自認為真墨，稱對方為“別墨”。

## 在文學作品中的登场
作為墨家學派成員，一些以戰國為背景的小說中都有他的登場，像《尋秦記》、《大秦帝國》等。